# Mr. Pray
Alexander Cerdas, más conocido como Mr. Pray, es un cantautor costarricense de música cristiana urbana con más de 10 años de trayectoria desde su debut. Ha participado en diversos eventos benéficos en su país, incluso, internacionalmente, compartiendo escenario con Los Cafres, Maluma, Tapón, entre otros. Fue parte del jurado del programa televisivo "La diosa del Reggaetón", y ha sido reconocido en diversas premiaciones de Costa Rica. Su música apareció en diversos compilaciones como Ultimátum Vol. 2 de Gummy y Éxitos de bendición 4.0 de Universal Music.

## Carrera musical
Alexander Cerdas debutó en la música bajo el nombre de Pray, con el cual, participó en las producciones locales de su país con estilo reggae roots y dancehall titulado Radicales. En 2004, lanzó su primer álbum, Cultura de Dios. Fue distribuido por Horeb Producciones, sello que se encargó de álbumes de Joel Upperground. El mismo contenía una canción dedicada a Vico C llamada «Levántate». En ese tiempo, participó en la canción «No más muerte» de Redimi2 Squad, que salió en el álbum Hasta los dientes.

### Cambio de nombre a Mr. Pray
Su siguiente producción, Mi Expresión, lanzada en 2007, contó con la participación de Abdi-L, Tapón y Tony Moncada. El título del álbum se basó en el sencillo que grabó para la compilación del productor Gummi titulada Ultimátum 2, donde por sugerencia del productor panameño, añadirle "míster" a su nombre sonaba mejor. De este álbum, se desprende la canción más popular del artista, «Pequeño mío», sencillo con el que logró un disco de oro en Costa Rica otorgado por Universal Music.
En 2009, llega su álbum Street Flow. En este se encuentran algunas canciones que habían salido anteriormente, como «Ella y él» junto a Kerwin Márquez y «No más muerte» junto a Redimi2, Chiqui y Domínico González, ambas con nuevos arreglos musicales. Por esta producción, Pray fue reconocido como "Compositor/autor del año música urbana" en los Premios Acam 2010.
En 2016, sería nominado nuevamente en Premios Acam por su producción La Renovación, lanzada en 2015.
En 2023, relanzó su canción junto a Redimi2, esta vez como solista y bajo el título «Ya no quiero más muertes en mi tierra» con estilo Cumbia.

## Discografía

### Álbumes de estudio
- 2004: Clan del Mensaje (con Tapón)
- 2004: Cultura de Dios
- 2007: Mi Expresión
- 2009: Street Flow
- 2015: La Renovación EP
- 2022: Haciendo Música
- TBA: Armagedón

## Premios y reconocimientos
- Premio "Los de la Casa" del canal VML - Artista Urbano del Año[22]
- Premios ACAM 2010 (Compositor del Año - Música Urbana)
- Disco de Oro (Universal Music) «Pequeño Mío» (Mi Expresión)